# 双环［1.1.1］戊烷
双环[1.1.1]戊烷是一种有机化合物，是双环桥环化合物系列中最简单的成员。它是烃，化学式为C5H8。它的分子结构由三个环组成，每个环都有四个碳原子。
双环[1.1.1]戊烷是张力强的分子。

## 用途
肯尼思·维贝格和弗雷德里克·沃克（Frederick Walker）使用双环[1.1.1]戊烷制造[1.1.1]螺桨烷。 

[1.1.1]螺桨烷

双环[1.1.1]戊烷的结构用作苯基环的罕见生物电子等排体。 